# Casa di bambola
Casa di bambola (titolo orig. Et dukkehjem) è uno spettacolo teatrale in tre atti scritto dal drammaturgo norvegese Henrik Ibsen nel 1879. Ambientato in una cittadina della Norvegia, circa nel 1879. Il testo destò grande scalpore, suscitando reazioni offese e sdegnate, e aprì un grande dibattito che si riverberò sui giornali e nella società.
Scritto ad Amalfi durante un soggiorno di Ibsen, fu pubblicato all'inizio del mese di dicembre 1879 e rappresentato il 21 dicembre dello stesso anno al Teatro Reale di Copenaghen. Pungente critica sui tradizionali ruoli dell'uomo e della donna nell'ambito del matrimonio durante l'epoca vittoriana, Ibsen scrisse nei suoi primi appunti: «Ci sono due tipi di leggi morali, due tipi di coscienze, una in un uomo e un'altra completamente differente in una donna. L'una non può comprendere l'altra; ma nelle questioni pratiche della vita, la donna è giudicata dalle leggi degli uomini, come se non fosse una donna, ma un uomo».
Il personaggio di Nora, protagonista dell'opera, fu ispirato da Laura Kieler (Tromsø, 1849 - Aalsgaarde, 1932), scrittrice e amica di Ibsen, protagonista di un celebre scandalo dell'epoca, molto simile alla vicenda narrata dal testo teatrale. La Kieler, essendosi poi riconciliata con il marito o forse anche semplicemente infastidita che la sua vita fosse stata usata come foraggio per il suo dramma controverso, non perdonò mai Ibsen.
Il manoscritto autografo di Casa di Bambola, conservato nella Biblioteca Nazionale Norvegese di Oslo, è stato inserito nel 2001 dall'UNESCO nel Registro della Memoria del mondo, un riconoscimento del suo valore storico. Nel 2006, nel centenario della morte di Ibsen, Casa di bambola divenne l'opera teatrale più rappresentata al mondo.

## Trama

### Atto I
Nel primo atto emerge la figura della padrona di casa, Nora, che, dopo uno scambio amorevole di battute con il marito, incontra la signora Kristine Linde, amica di gioventù. Mentre la prima rende partecipe l’amica della sua felicità (sia per il nuovo ruolo del marito, ormai divenuto Direttore della Banca, sia per la nuova condizione economica della famiglia, in relazione alla quale s'intravede una vita di agio e di benessere), la seconda confessa di non essere propriamente felice. Senza più lavoro, senza più la madre, senza figli, Kristine si sente persa. A quel punto, Nora si offre per proporre al marito l’inserimento lavorativo dell'amica. C’è solo un problema: inserire Kristine, nel contesto della Banca, equivale a licenziare l’avvocato Krogstad, con cui Nora era entrata in contatto, diversi anni prima, per ottenere milleduecento talleri (senza il consenso del marito - cosa non consentita - e falsificando una firma, quella del padre deceduto) finalizzati al trasferimento in Italia, necessario nell’ottica della sopravvivenza del marito. Di conseguenza, Krogstad, pur di non perdere il suo lavoro per la seconda volta (la prima volta lo perse a causa sempre di una firma falsa), decide di ricattare Nora. Per questo Nora, la quale non vuole che il marito venga al corrente della vicenda, chiede a Helmer di non licenziare Krogstad. Inutili i suoi tentativi dinanzi all'inflessibilità, anche morale, del marito. Nora, assalita dai sensi di colpa, chiude con queste parole il primo atto: “Io rovinare i miei bimbi! Avvelenare la nostra casa! Non è vero. Non è vero! Mai! Mai! Per tutta l’eternità ciò non è vero!”

### Atto II
Nel secondo atto Nora cerca ancora, tra una cosa e un’altra, negli attimi di preparazione di un ballo, di frenare il licenziamento dell’avvocato. Helmer, però, nella sua inflessibilità, spedisce comunque, attraverso la cameriera, la lettera di congedo. Krogstad si reca dunque a casa di Nora e questa volta esige non i soldi dati in prestito ma fa un'altra richiesta: vuole ottenere un ruolo di rilievo all'interno della Banca. Andandosene, lascia nella cassetta della posta una lettera in cui riferisce al marito l’episodio del prestito e del rapporto economico avuto con Nora. Quando Helmer torna a casa, Nora temporeggia in tutte le maniere per evitare la lettura della lettera da parte del marito. 

### Atto III
Nel frattempo, la signora Linde, al corrente della situazione, recapita una lettera a casa di Krogstad. All’inizio del terzo atto emerge un particolare, una dinamica: Kristine e Krogstad avevano avuto una relazione, interrottasi per volere della prima. Kristine lo aveva infatti abbandonato per una relazione con un altro uomo. A questo punto, però, quando i due si parlano, si ha la svolta: "Ho bisogno di qualcuno a cui poter fare da madre, e i suoi figli hanno bisogno di una mamma. Anche noi due abbiamo bisogno l’uno dell’altro. Krogstad, io ho fede nel fondo buono della sua natura… insieme a lei oserò tutto.” Kristine gli propone, con queste parole, di ricongiungersi a lui. Offrendole le mani, con il pensiero della riabilitazione agli occhi di tutti dopo lo spiacevole episodio di cui si era macchiato, l'avvocato accetta senza pensarci. 
Helmer, tornato dal ballo, legge comunque la lettera. Sconvolto ("bugiarda, ipocrita, criminale!", queste le parole che indirizza alla moglie), arriva persino al pensiero di congedarla dal suo compito di madre, di sollevarla dall'educazione dei figli. In quell'istante di rabbia giunge la cameriera, con una seconda lettera che rimpiazza la prima e che annuncia, con immensa gioia nell’animo di Helmer, le rinunce dell’avvocato e la salvezza della famiglia. 
Per Nora è comunque troppo tardi: l'epifania di cui Nora è protagonista la traghetta alla consapevolezza della propria inferiorità nel contesto familiare, della propria condizione di infantilità. "Quando stavo col babbo egli mi comunicava tutte le sue idee, e quindi quelle idee erano le mie. Se per caso ero di opinione diversa, non glielo dicevo, perché non gli sarebbe affatto piaciuto. Mi chiamava la sua bambolina e giocava con me, come io giocavo con le mie bambole. Poi venni in casa tua…” Il mutamento e la presa di coscienza sulla sua condizione avvengono improvvisamente e Nora decide, quindi, di abbandonare suo marito in cerca della sua vera identità, della strada attraverso la quale educare finalmente se stessa. Comprende la necessità di amarsi, di adempiere ai compiti e ai doveri verso se stessa, al di là dei miserabili lacci della società. L'opera si chiude con il tonfo della porta che si chiude, che è anche il tonfo assordante della necessità di auto-determinazione, della affermazione della dignità di essere umano, nonché di ribellione volta a vincere la condizione di subalternità.

## Critica
(Casa di bambola, Atto III. Traduzione di Lucio Chiavarelli.)
Alla sua uscita, il dramma di Ibsen suscitò scandalo e polemica essendo stato interpretato come esempio di femminismo estremo. Sugli inviti delle famiglie altolocate scandinave dell'epoca era frequente la postilla «Si prega di non discutere di Casa di bambola». Ibsen addirittura fu costretto a cambiare finale all'opera nella sua rappresentazione tedesca, poiché l'attrice che interpretava Nora si rifiutò di recitare la parte di una madre ritenuta da lei snaturata.
Ibsen stesso dichiara il 3 gennaio 1880: «Casa di bambola ha sollevato una fortissima reazione; le fazioni si fronteggiano bellicose; l'intera grossa tiratura del libro, 8.000 esemplari, è andata esaurita nel giro di due settimane e si sta già preparando una ristampa. Oggetto della contesa non è il valore estetico del dramma, ma il problema morale che pone. Che da molte parti sarebbe stato contestato lo sapevo in anticipo; se il pubblico nordico fosse stato tanto evoluto da non sollevare dissensi sul problema, sarebbe stato superfluo scrivere l'opera.»

Rina Morelli e Lamberto Picasso in Casa di bambola negli studi Radio EIAR di Roma nel 1942

Per i vittoriani il legame del matrimonio era considerato sacrosanto e l'abbandono del marito da parte della moglie era inconcepibile e completamente inaccettabile. Lo stesso Torvald afferma: «Oh è rivoltante, così tradisci i tuoi più sacri doveri?» e con autorità proclama: «[Nora] Ma tu sei mia moglie, ora e per sempre!».
Il dramma di Nora è quello di una donna costretta a vivere in una società a cui non sente di appartenere perché la considera una mera bambola. La sua vicenda non è soltanto una polemica sulla condizione femminile del XIX secolo, ma rappresenta anche una testimonianza dell'insopprimibile anelito alla libertà e all'esaltazione della vita. Nora afferma di non capire queste leggi e di non riuscire a convincersi che siano giuste, poiché ella non è disposta a rinunciare a vivere. Tutte le leggi che le proibiscono di amare ed essere felice sono per lei solo parole scritte in qualche libro che rimangono tali.
Prima di tutto, Nora vuole vivere pienamente e realizzarsi come persona, badando a se stessa autonomamente senza essere mai più la bambola di qualche bambino viziato.
«Credo di essere prima di tutto una creatura umana, come te... o meglio, voglio tentare di divenirlo.»
James Joyce scrisse su Fortnightly Review, 1900: «L'opera drammatica di Ibsen non polarizza sull'azione o sugli avvenimenti. Persino i personaggi, per quanto perfetti, non sono l'essenza delle sue opere. Ma il nudo dramma [...] è questo che attrae innanzitutto la nostra attenzione. Come base di tutte le sue opere, Ibsen ha scelto la vita di personaggi comuni nella loro verità senza compromessi. Ha abbandonato la forma in versi e non ha mai tentato di abbellire il suo lavoro secondo tecniche professionali.»
Di tutt'altro avviso, Georg Groddeck rovescia la connotazione femminista attribuita a Nora, sottolineando come la donna abbia instaurato col marito un rapporto puerile: «Nora rimprovera al marito di non aver mai parlato con lei seriamente di cose serie. E va bene; ma lei l'ha fatto? No, mai. Gli ha tenuto nascosta la sua vita interiore, neppure per un momento gli ha concesso di guardare nel suo vero essere, quello della finzione». L'autore sottolinea inoltre come il sacrificio eroico immaginato dalla donna (il suicidio) sarebbe del tutto inutile, perché non basterebbe a salvare la reputazione del marito: esso sarebbe solo il coronamento di una finzione, di una tragedia da lei costruita egoisticamente. E ancora, sul finale del dramma: «Nora prende sul serio la sua partenza, non c'è da dubitarne; sul serio come può prendere lei qualcosa sul serio. Ma in effetti questa serietà non va mai al di là del sogno, neppure in questo caso. Potete star tranquilli: Nora non lotterà per i diritto della donna. Al contrario, Nora tornerà molto presto nella casa di bambola e lì riprenderà il suo vecchio gioco in forma nuova. Quel tanto di eccitazione che si poteva trarre da questo conflitto - ed è l'eccitazione che a lei importa - l'ha ottenuto».

## Rappresentazioni
La prima di Et dukkehjem andò in scena il 21 dicembre 1879 al Det Kongelige Teater di Copenaghen.
La prima italiana di Casa di bambola fu il 9 febbraio 1891 al Teatro dei Filodrammatici di Milano, nella traduzione di Luigi Capuana, dalla Compagnia drammatica della città di Roma (Duse-Andò), con Eleonora Duse (Nora), Flavio Andò (Torvald Helmer), Cristina Bradil (Anne Marie), Olga Giannini (signora Linde), Ettore Mazzanti (Nils Krogstad), Eleonora Ropolo (Helene), Vittorio Zampieri (dottor Rank).
Resta memorabile la rappresentazione con protagonista l'intensa attrice russa Alla Nazimova, che interpretò per la prima volta lo spettacolo nel 1907. Nel 1922 ella fu anche la protagonista della relativa trasposizione cinematografica. La Rai mandò in onda quattro edizioni della commedia; il ruolo di Nora fu interpretato dalle seguenti attrici: Lilla Brignone, Giulia Lazzarini nel 1968, Ottavia Piccolo, e Micaela Esdra nel 1986.

## Adattamenti

### Cinema
- Casa di bambola, regia di Charles Bryant (1922), con Alla Nazimova nella parte di Nora.
- Nora, regia di Berthold Viertel (1923), con Ol'ga Čechova.
- Casa de muñecas, regia dell'argentino Ernesto Arancibia (1943), con Delia Garcés.[12]
- Nora, regia di Harald Braun (1944).[13]
- Casa de muñecas, regia di Alfredo B. Crevenna (1954), con Marga López
- Casa di bambola, regia di Joseph Losey (1973), con Jane Fonda.
- Casa di bambola, regia di Patrick Garland (1973), con Claire Bloom, Anthony Hopkins e Ralph Richardson.[14]
- Nora Helmer, regia di Rainer Werner Fassbinder (1974), con Margit Carstensen
- Sara, regia dell'iraniano Dariush Mehrjui (1992).

### Televisione
- Casa di bambola, nella traduzione di Ferdinando Palmieri, regia di Vittorio Cottafavi, con Lilla Brignone (Nora), Ivo Garrani, Sandro Pistolini, Tino Bianchi, Lia Angeleri, Arnoldo Foà, trasmessa il 28 febbraio 1958.[15]
- Casa di bambola, regia di Gian Domenico Giagni, con Giulia Lazzarini (Nora), Maria Capocci, Renato De Carmine, Anna Miserocchi, Alessandro Sperlì, Silvano Tranquilli, Elsa Vazzoler, trasmessa il 2 luglio 1968.[16]
- Casa di bambola, regia di Leonardo Cortese, con Micaela Esdra (Nora), Giulio Bosetti, Roberto Herlitzka, Gisella Arden, Walter Maestosi, Nora Villa, Valeria Sabel[17]

## Edizioni italiane
- Casa di bambola, trad. di Luigi Capuana, Milano, Max Kantorowicz, 1894, pp.117.
- Casa di bambola, trad. di Pietro Galletti, Milano, Treves, 1919; Intra, 2022, ISBN 979-12-599-1291-6.
- Casa di bambola, a cura di Eligio Possenti, Gnocchi, 1945.
- Casa di bambola, trad. di Ervino Pocar, Milano, Mondadori, 1950; Introduzione di Roberto Alonge, Collana Oscar Teatro e Cinema, Mondadori, 1987; Con uno scritto di George Bernard Shaw, Collana Oscar Classici n.216, Mondadori, 1991.
- Una casa di bambola, trad. di Piero Monaci, Collana BUR n.735, Milano, Rizzoli, 1954, 2002.
- Casa di bambola, in I Drammi di Ibsen, traduzione di Anita Rho, Collezione I Millenni, Torino, Einaudi, 1959; Collezione di teatro n.29, Einaudi, 1963, pp.96, ISBN 978-88-060-6858-5.
- Casa di bambola, a cura di Zino Zini e Alda Manghi, Collezione, Torino, UTET, 1959.
- Casa di bambola, trad. di Lucio Chiavarelli, Collana Tascabili Economici, Roma, Newton Compton, 1993, ISBN .
- Casa di bambola, trad. di Roberto Alonge, Torino, Rosenberg & Sellier, 1993; Milano, BUR, 2010.
- Casa di bambola, trad. di Maria Emma Raggio-Salvi e L. Chiavarelli, Santarcangelo di Romagna, Rusconi, 2009; Foschi, 2017; Liberamente, 2019.
- Casa di bambola, trad. di Olga Natali, Collana Emozioni senza tempo n.225, Roma, Fermento, 2015, ISBN 978-88-699-7650-6.
- Casa di bambola, trad. di A. Montemagni, Massa, Edizioni Clandestine, 2017, ISBN 978-88-659-6675-4.
- Una casa di bambola, in Drammi borghesi, trad. e commento di Franco Perrelli, Collana I Meridiani, Milano, Mondadori, 2024, ISBN 978-88-047-5044-4.